# Tengi Ragi Tau
Tengi Ragi Tau (en népalais : नाम्चे) est un pic situé au Népal, dans la chaîne de l'Himalaya, entre les districts de Solukhumbu et de Dolkha. Il culmine à 6 943 mètres d'altitude. Ce sommet est visible depuis le village de Namche Bazaar.

## Histoire
Le gouvernement du Népal a autorisé son ascension en 2002. Il a été gravi le 4 décembre de la même année par une expédition japonaise.